# Alue Bumban
Alue Bumban is een bestuurslaag in het regentschap Aceh Utara van de provincie Atjeh, Indonesië. Alue Bumban telt 149 inwoners (volkstelling 2010).